# Kim Hong-jip
Kim Hong-jip (hangeul : 김홍집, 1842 - 11 février 1896) est un homme politique coréen connu pour avoir  été premier ministre pendant la période des réformes Gabo de 1895 à 1896. Son nom est à l'origine Kim Goeng-jip (김굉집) qu'il change plus tard en « Kim Hong-jip ».
En 1880, il entreprend une mission officielle au Japon où il découvre les réformes modernisatrices en cours dans ce pays, ce qui lui inspire le désir d'effectuer de tels changements en Corée. Après le coup d'État de Gapsin de 1884, il devient le premier vice-premier ministre « Jwauijeong » et signe le traité de Hanseong avec le Japon. Puis, en 1894, il est nommé Premier ministre dans le but de réprimer la révolution paysanne Donghak. Durant cette période, il abolit le système des castes de la dynastie Joseon et exécute une ordonnance interdisant les chignons, ce qui est une politique radicale à l'époque. Il met également en place un calendrier solaire et un système postal. Après l'assassinat de l'impératrice Myeongseong en 1895, il est lynché par une foule en colère face à ses tendances pro-japonaises.

## Biographie

### Visite au Japon
À l'été 1880, Kim se rend au Japon avec Yun Ung-nyeol et Ji Seog-yeong à bord du navire japonais Chitose, et arrive à Tokyo en juillet 1880. Ils observent et étudient attentivement la modernisation du pays, et leur vision politique devient pro-japonaise. Ils font pression sur le gouvernement coréen pour ouvrir le port d'Incheon au commerce et affirment que l'ambassadeur japonais doit résider en Corée. Ils sont également surpris par l'hygiène, les chemins de fer et les voitures au Japon.
De retour en Corée, Hong-jip introduit Le stratagème de Joseon de Huang Zunxian dans le but de créer une Corée éclairée. Il est promu au poste de ministre de la Culture et de l'Éducation mais démissionne en raison d'un mouvement contre les Lumières de la part des érudits confucéens. Avec la confiance de la reine Min et du roi Gojong, il reprend son siège de ministre du Tongrigimuamun, un département récemment créé chargé des secrets militaires et de la politique générale. Il affirme que la Corée doit se joindre le Japon, la dynastie Qing et les États-Unis afin de contribuer au développement mondial. Cependant, il est souvent qualifié de « pro-japonais » par un érudit confucéen opposé à la modernisation.

### Activités politiques
À l'époque de son retour en  Corée en 1882, le gouvernement coréen est confronté à de nombreux problèmes, notamment aux exigences commerciales des États-Unis et aux s conséquences de l'incident d'Imo. Kim finalise le traité de Chemulpo avec le Japon et, grâce à ses capacités diplomatiques, est en mesure de refuser de nombreuses exigences du Japon, ce qui lui vaut d'être nommé gouverneur du Gyeonggi. Il conclut également de nombreux accords avec la Grande-Bretagne, l'Allemagne et les États-Unis.
Hong-jip est ensuite envoyé en Chine à Tianjin pour négocier la libération de Daewongun avec Li Hongzhang, qui est à l'origine de cet incident. En 1883, il occupe de nombreux postes et devient chef de la politique étrangère. Il pense qu'il est important pour la Corée de coopérer avec d'autres nations pour leur propre développement et également qu'elle doit se développer progressivement et non radicalement. Mais sa pensée suscite l'hostilité d'un érudit confucianiste, et même Daewongun a une attitude cynique à son égard. En 1884, lors du coup d'État de Gapsin, Kim est nommé « Jwauijeong » et devient ambassadeur plénipotentiaire, mais il démissionna en raison du traité de Hanseong. Il est ensuite rétrogradé à un poste moins important et insiste pour ouvrir un port coréen au commerce international. Il est reconduit comme « Jwauijeong » en 1887, mais démissionne peu de temps après parce que des érudits confucéens locaux l'ont dénoncé comme traître.

### Gouvernement Kim
Durant la révolution paysanne Donghak, la reine Min demande d'abord un soutien militaire à la Chine, mais Kim préfère solliciter l'aide du Japon et forme quatre cabinets de 1894 à 1896

### Premier cabinet
Le 23 juillet 1894, les troupes japonaises attaquent le palais de Gyeongbok et utilisent l'armurerie pour aider les forces de Hong-jip qui organise un gouvernement et devient premier ministre. Il ramène Daewongun de Chine, puis procède aux réformes Gabo. Il crée une organisation de réforme, la « Gungukkimucheo », dont il est gouverneur. Pendant la mise en place des réformes, son cabinet abolit le Gwageo, l'examen de recrutement des fonctionnaires. En outre, il réforme le système monétaire, le système gouvernemental et le système des poids et mesures.

### Deuxième cabinet
Le 17 décembre 1894, le Japon dépose Daewongun et démantèle le Gunguk Gimucheo. Park Yeong-hyo, qui est en exil, revient former un cabinet avec Kim et introduit les règles exemplaires en quatorze articles (홍범 14조) qui ont pour effet de moderniser le gouvernement de Joseon, l'administration territoriale, les impôts, l'éducation et d'autres secteurs. Cependant, Kim démissionne du cabinet peu de temps après en raison de querelles avec Park.

### Troisième cabinet
Le troisième cabinet de Kim est organisé après la première guerre sino-japonaise. À la suite de la victoire japonaise, le Japon occupe la péninsule du Liaodong. D'autres nations impérialistes comme la France, la Russie et l'Allemagne s'opposent à l'expansion du Japon et font pression sur lui en utilisant la Triple intervention. Durant cette période, la Corée a un gouvernement pro-russe, dirigé par Kim. Le Japon se sentant menacé, il complote pour assassiner la reine Min le 8 octobre 1895 et le troisième cabinet s'effondre. Kim tente de se suicider mais Yu Kil-chun le sauve in extremis.

### Quatrième cabinet
Le quatrième cabinet est le dernier de Hong-jip. Il est pro-japonais. Dans un premier temps, Kim refuse le poste de ministre, bien que le roi Gojong l'en supplie. Mais ce dernier a peur du Japon et il part se réfugier à la légation russe. Hong-jip est surpris de cette décision et veut rencontrer Gojong sur le trône. Malheureusement, le roi émet un ordre d'arrestation de responsables pro-japonais. Finalement, Hong-jip et ses subordonnés sont tués par le public.

### Mort
Le cabinet de Kim est pro-japonais et met en œuvre l'« ordonnance interdisant les chignons », ce qui est une politique radicale, menant de nombreuses rébellions en Corée. En 1896, le roi Gojong part se réfugier à la légation russe, ce qui accroît l'influence de la Russie en Corée au détriment de celle du Japon. En conséquence, le cabinet de Hong-jip s'effondre et il est tué par la foule. Des citoyens en colère le piétinent à mort. Le gouvernement Joseon récupère son cadavre et lui coupe la tête, puis l'expose à Gwanghwamun. Son cadavre est divisé en 8 parties qui sont envoyées dans chaque province de Corée. Comme l'épouse de Hong-jip a peur du système de culpabilité par association, elle tue leurs fils avant de se suicider. Comme les filles de Hong-jip sont déjà mariées, elles évitent une punition.